# Tinogasta (departement)
Departamento Tinogasta is een departement in de Argentijnse provincie Catamarca. Het departement (Spaans:  departamento) heeft een oppervlakte van 23.582 km² en telt 22.570 inwoners.

## Plaatsen in departement Tinogasta
| - Algarrobal - Anillaco - Antinaco - Banda de Lucero - Barrio Las Lomas - Barrio Los Nacimientos - Buena Vista - Cerro Negro - Chuquisaca - Ciénaga Grande - Copacabana - Cordobita - Costa de Reyes - El Alto - El Angosto - El Bracho | - El Breal - El Cachiyuyo - El Molino - El Paraná - El Pueblito - El Puesto - El Puesto - El Retiro - El Rincón - El Salado - Fiambalá - Guachin - La Aguadita - La Ciénaga - La Cienaguita - La Costa | - La Cuesta de Tatón - La Falda - La Florida - La Isla - La Mesada de Zárate - La Puntilla - La Quebrada del Cerco - La Ramadita - Las Lajas - Las Termas - Loma Pelada - Los Balverdi - Los Barrionuevo - Los Hoyitos - Los Quinteros - Los Ranchillos | - Los Robledos - Medanitos - Palo Blanco - Pampa Blanca - Puesto El Leoncito - Punta del Agua - Río Colorado - San Pedro - Santa Cruz - Santo Tomás - Saujil - Tatón - Tinogasta - Villa Luján - Zanjón de Apocango |